# Dalla parte del torto
Dalla parte del torto è il dodicesimo album del cantautore Claudio Lolli, pubblicato nel 2000.

## Descrizione
Il titolo dell'album è tratto da una frase di Bertolt Brecht: «Dato che tutti gli altri posti erano già occupati, ci siamo seduti dalla parte del torto», parafrasata anche nel testo della canzone omonima.
La copertina è un disegno di Giuseppe Pantaleo raffigurante una città ed il cielo stellato; le foto interne del libretto sono di Francesco Cabras.
L'album contiene cinque brani inediti più quattro rifacimenti di vecchie canzoni: Analfabetizzazione e Canzone dell'amore o della precarietà da Disoccupate le strade dai sogni (1977), L'amore ai tempi del fascismo da Viaggio in Italia (1998) e Borghesia da Aspettando Godot (1971).
Borghesia è eseguita insieme al gruppo folk rock Gang e presenta una variazione nel testo; il verso finale: «il vento un giorno ti spazzerà via» diventa qui: «il vento un giorno, forse ti spazzerà via».

## Tracce
Testi e musiche di Claudio Lolli, eccetto dove indicato.
1. Nessun uomo è un uomo qualunque – 5:02
2. Folkstudio – 4:13
3. Dalla parte del torto – 4:30
4. Il mondo è fatto a scale – 6:46
5. Riascoltando "Gli zingari felici" – 2:55 (testo: Gianni D'Elia – musica: Diego Michelon)
6. Analfabetizzazione – 5:49
7. Canzone dell'amore o della precarietà – 3:10
8. L'amore ai tempi del fascismo – 4:24
9. Borghesia – 4:44

## Formazione
- Claudio Lolli – voce
- Paolo Capodacqua – chitarra acustica, chitarra classica, chitarra elettrica
- Marco Tansini – chitarra elettrica in Folkstudio e Dalla parte del torto
- Diego Michelon – tastiera, programmazione

In Borghesia tutti gli strumenti sono suonati dai Gang in questa formazione:
- Marino Severini – chitarra elettrica
- Sandro Severini – chitarra elettrica
- Paolo Mozzicafreddo – batteria
- Francesco Caporaletti – basso
- Fabio Verdini – fisarmonica, tastiera